# 28210 Howardfeng
28210 Howardfeng è un asteroide della fascia principale. Scoperto nel 1998, presenta un'orbita caratterizzata da un semiasse maggiore pari a 2,2527386 UA e da un'eccentricità di 0,1889426, inclinata di 7,80679° rispetto all'eclittica.